# Upsall Castle
Upsall Castle är ett slott i Storbritannien. Det ligger i grevskapet North Yorkshire och riksdelen England, i den centrala delen av landet. Upsall Castle ligger 121 meter över havet.
Terrängen runt Upsall Castle är kuperad åt nordost, men åt sydväst är den platt. Närmaste större samhälle är Thirsk, 5,4 km sydväst om Upsall Castle. Trakten runt Upsall Castle består i huvudsak av gräsmarker.